# Maxus T60
La Maxus T60 (LDV T60 en Australia y Nueva Zelanda) es una camioneta de tipo pickup mediana fabricada por SAIC Motor bajo la marca Maxus desde noviembre del 2016. 
La T60 obtiene 5 estrellas en una clasificación de 1 al 5 de seguridad internacional (ANCAP).

## Historia
La versión original de la T60 (2.8L diésel) debutó en el Salón Internacional del Automóvil de Cantón 2016 en Cantón, China.
La T60 es la primera camioneta de SAIC y es la primera camioneta de fabricación china con 6 bolsas de aire. Los primeros modelos de prueba estaban equipados con un motor de gasolina LFB479Q 1.8L junto con una transmisión manual de 5 velocidades, según lo declarado por SAIC al Ministerio de Industria y Tecnología de la Información de China. Además  fue uno de los primeros vehículos de SAIC que se vendió bajo el modelo consumidor a negocio (C2B), en el cual el cliente tiene la posibilidad de personalizar completamente la pickup en el sitio web de Maxus antes de comprarlo. 
El 12 de junio de 2017 el primer lote de 300 camionetas T60 se envió a Chile en lotes. Desde que la T60 se exportó a Chile en mayo, hasta noviembre de 2017, ha habido más de 1200 pedidos.
El 1 de agosto de 2017 el ejército chino seleccionó la T60 para ser el vehículo de apoyo del comando del desfile por el 90 aniversario de la fundación del EPL.
El 25 de septiembre de 2017 la T60 se lanzó oficialmente en Australia. En octubre de 2017, la T60 obtuvo el puntaje más alto en la historia de los automóviles chinos en la prueba de colisión del Programa de Evaluación de Autos Nuevos de Australasia (ANCAP), y ganó la calificación de seguridad de cinco estrellas de ANCAP, convirtiéndose en la primera camioneta china en recibir el título.
En enero de 2018 la T60 se convirtió en el vehículo policial para Linyi, Shandong.
El 28 de mayo de 2018 los medios británicos informaron que los modelos del Reino Unido funcionarán con un nuevo motor diésel 2.0 diseñado en conjunto con VM Motori.
El 5 de diciembre de 2018 la T60 se entregó oficialmente a la F1 (Fórmula 1) Race Party en el Circuito Internacional de Shanghái, y proporcionará servicios para la 1000a carrera de F1 en 2019.
El 20 de diciembre de 2019 la T60 ocupó el primer lugar en una competencia de camionetas domésticas del EPL y ganó una gran orden de compra para miles de camionetas militares.
Los precios para la T60 en China es 91,800 a 161,800 yuan (14,468 a 25,500 USD) para modelos de tracción trasera y 115,800 a 199,800 yuan (18,250 a 31,488 USD) para modelos de tracción en cuatro ruedas.

## Especificaciones
| Clasificación de seguridad ANCAP:        | 5/5 estrellas |
| Desplazamiento frontal:                  | 14.46 de 16   |
| Impacto lateral                          | 16.00 de 16   |
| Polo:                                    | 2 de 2        |
| Protección contra latigazo cervical:     | Bueno         |
| Protección de peatones:                  | Aceptable     |
| Control de estabilidad:                  | Estándar      |
| Recordatorios del cinturón de seguridad: | 3.0 de 3      |
| Puntuación general:                      | 35.46 de 37   |

La Maxus T60 original tiene un motor serie-R SC28R, de cuatro cilindros en línea 2.8L con turbo de geometría variable, fabricado por SDEC, basado en una licencia del motor RA 428 del fabricante italiano VM Motori. En noviembre de 2017, se agregaron versiones con motores de gasolina; motor SAIC-GM 20L4E (GM Medium Gasoline Engine) 2.0 litros de 4 en línea con turb, de 224 caballos de fuerza y uno Mitsubishi de 2.4 litros de 4 en línea, naturalmente aspirado con 136 caballos de fuerza con transmisión manual de 5 y 6 velocidades.
Es una camioneta pick-up tradicional de carrocería sobre bastidor con suspensión MacPherson en la parte delantera y ballestas en la parte trasera. La gama de la T60 consta de cabina simple, cabina extendida, cabina doble y cabina doble extendida, con tracción trasera o tracción en las cuatro ruedas, y es propulsada por motores de gasolina turboalimentados o motores diésel de inyección directa turboalimentada (TDI).
La T60 utiliza la tracción en las cuatro ruedas BorgWarner, junto con el sistema ESP de novena generación de Bosch y el diferencial autoblocante Eaton, para evitar deslizamientos en terrenos difíciles. La caja de cambios automática está construida bajo licencia de Punch Powertrain.
La T60 tiene un ángulo de aproximación de 27.2 grados y un modo de tracción en las cuatro ruedas a baja velocidad que puede amplificar el torque a un máximo de 900 N·m. El grado máximo de ascenso es al 54%. El T60 tiene una profundidad de vadeo máxima de 800mm.
Todas las versiones incluyen tres modos de conducción; Normal, Eco (para mayor eficiencia de combustible) y Power (para mayor torque y velocidad). Las versiones de lujo incluyen un sistema de advertencia de cambio de carril, cámara envolvente de 360° y asistencia de partida en pendiente.
Los modelos bencineros 2.0L están equipados con techo solar.

### Motorización
Los primeros modelos de prueba estaban equipados con un motor de gasolina LFB479Q 1.8L junto con una transmisión manual de 5 velocidades, según lo declarado por SAIC al Ministerio de Industria y Tecnología de la Información de China.
| Motores                                       | Motores                                                                            | Motores                      | Motores          | Motores                             | Motores                              | Motores             | Motores     |
| Modelo                                        | Transmisión                                                                        | Configuración                | Cilindrada       | Potencia                            | Par motor                            | Estándar de emisión | Combustible |
| --------------------------------------------- | ---------------------------------------------------------------------------------- | ---------------------------- | ---------------- | ----------------------------------- | ------------------------------------ | ------------------- | ----------- |
| SAIC-GM 20L4E TGI turbocargado                | Hyundai DYMOS manual de 6 velocidades Punch Powertrain automática de 6 velocidades | 4 en línea, DOHC 16 válvulas | 1995 cm³ (2 L)   | 160 kW (218 CV; 215 HP) a 5300 rpm  | 350 N·m (258 lb·pie) a 2000-4000 rpm | Euro 6              | Gasolina    |
| SAIC-GM 20L4E TGI turbocargado                | Hyundai DYMOS manual de 6 velocidades Punch Powertrain automática de 6 velocidades | 4 en línea, DOHC 16 válvulas | 1995 cm³ (2 L)   | 165 kW (224 CV; 221 HP) a 5000 rpm  | 360 N·m (266 lb·pie) a 2500-3500 rpm | Euro 5              | Gasolina    |
| SDEC SC20M 163 Q6A turbocargado               | Hyundai DYMOS manual de 6 velocidades Punch Powertrain automática de 6 velocidades | 4 en línea, DOHC 16 válvulas | 1996 cm³ (2 L)   | 120 kW (163 CV; 161 HP) at 4000 rpm | 375 N·m (277 lb·pie) a 1500-2400 rpm | Euro 6b             | diésel      |
| Mitsubishi 4G69 S4N                           | Aisin manual de 5 velocidades                                                      | 4 en línea, SOHC 16 válvulas | 2378 cm³ (2,4 L) | 100 kW (136 CV; 134 HP) a 5750 rpm  | 200 N·m (148 lb·pie) a 2500-3000 rpm | Euro 5              | Gasolina    |
| Mitsubishi 4G69 S4N                           | Aisin manual de 5 velocidades                                                      | 4 en línea, SOHC 16 válvulas | 2378 cm³ (2,4 L) | 104 kW (141 CV; 139 HP) a 5750 rpm  | 200 N·m (148 lb·pie) a 3500 rpm      | Euro 4              | Gasolina    |
| SDEC SC28R 150 Q5 turbo de geometría variable | Hyundai DYMOS manual de 6 velocidades Punch Powertrain automática de 6 velocidades | 4 en línea, DOHC 16 válvulas | 2776 cm³ (2,8 L) | 110 kW (150 CV; 148 HP) a 3400 rpm  | 360 N·m (266 lb·pie) a 1600-2800 rpm | Euro 5              | Diésel      |
| SDEC SC28R 136.2 Q4 turbo de geometría fija   | Hyundai DYMOS manual de 6 velocidades Punch Powertrain automática de 6 velocidades | 4 en línea, DOHC 16 válvulas | 2776 cm³ (2,8 L) | 100 kW (136 CV; 134 HP) a 3200 rpm  | 350 N·m (258 lb·pie) a 1800-2500 rpm | Euro 4              | Diésel      |

### Modelos especiales

#### T60 Edición todoterreno
Presentado en el Auto Shanghái 2017, la T60 edición todoterreno  (chino: T60 越野 版, inglés: T60 Off-road Edition) es una versión orientada al todoterreno del 2.8 T60 original. La edición todoterreno T60 es la primera camioneta pickup en China que cumple con la legislación oficial de modificación todoterreno del Ministerio de Industria y Tecnología de la Información y es legal conducir en China.
Esta edición especial T60 incluye equipo todoterreno, como parachoques metálicos delanteros y traseros, gancho de remolque, focos todoterreno, hebillas del compartimento del motor, ruedas nuevas, neumáticos A / T, snorkel y amortiguadores de nitrógeno. La versión todoterreno T60 tiene un tamaño de 5300 * 2000 * 2200 (mm), con una distancia entre ejes de 3155 mm.
El precio de venta de la T60 edición todoterreno es de 280,000 yuanes.

#### T60 Cross
En el Auto Show de Chengdu 2018, Maxus presentó el T60 Cross como una nueva versión orientada fuera de carretera del T60, con personalizaciones menos radicales que el 2017 T60 edición todoterreno, ofreciéndolo inicialmente como un kit de actualización. El T60 Cross incluye una gran toma de aire de snorkel, nuevas ruedas "Tomahawk", neumáticos 255 / 55R19 de alto rendimiento, barras de protección delanteras, nueva jaula antivuelco integrada, chasis blindado, barra de remolque trasera y nuevos portaequipajes. El T60 Cross se ofrece como un kit de actualización para 2.8L T60 y en 12 modelos estándar.

#### Trailrider
Edición especial para Australia con una suspensión actualizada ajustada por Walkinshaw Automotive Group, ruedas más grandes (17x630 Maxus "Tomahawk" de 17 pulgadas), neumáticos 255 / 55R19 Continental ContiSportContact y barras de protección delantera.
La Trailrider 2, lanzada en 2020, utiliza el nuevo motor diésel SAIC-GM "Pi" de 2.0 litros.

#### Edición Pionera
La T60 Edición Pionera (en chino simplificado, T60先锋版) es una versión especial vendida en China continental, que utiliza el nuevo motor SAIC-GM "Pi".

### Vehículos relacionados

#### Maxus D90
La Maxus D90 es un SUV de tamaño completo basado en el chasis de escalera de la T60.

#### Roewe RX8
La Roewe RX8 es un SUV de tamaño mediano producido por Roewe del grupo SAIC. La RX8 utiliza la plataforma de la T60 acortada.

## Mercados internacionales

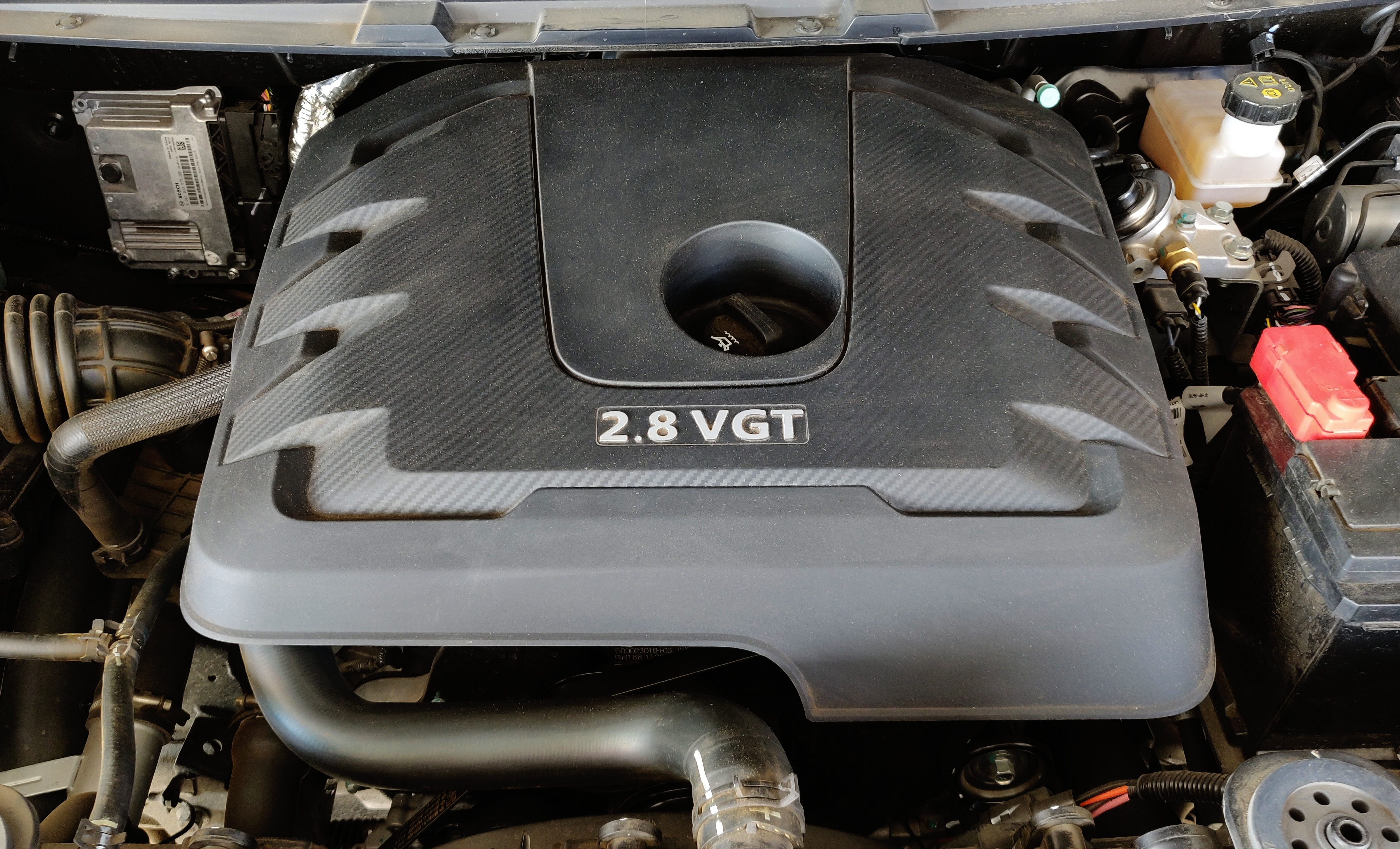
Motor turbodiesel SDEC SC28R 150 Q5 VGT de una Maxus T60

En enero de 2020, la Maxus T60 se vende en Australia, Arabia Saudita, Birmania, Bahrain, Bolivia (4G69 S4N), Chile, China, Costa Rica (SC28R 136.2 Q4), Filipinas, República Dominicana, Kuwait, Libia (4G69 S4N), Malasia, Nueva Zelanda, Panamá (SC28R 136.2 Q4), Ecuador, Perú (2.8L diésel), Tahití (2.8L diésel), Tailandia, Venezuela y los EAU.

### Australia
El LDV T60 (como se lo conoce en Australia) se convirtió en el primero pickup utilitario de manufactura china en obtener 5 estrellas en la calificación A-NCAP, lo que ha llevado a una gran popularidad entre la comunidad de utilitarios de Australia.
A partir desde los $28.990 AUD para un modelo doble cabina, 4x4 manual y $ 26.990 AUD para un modelo cabina simple (Cab chassis), 2x4 manual, el LDV T60 es más barato que muchos otros pick-up utilitarios del mercado australiano, como la Toyota Hilux, Ford Ranger, Mitsubishi Triton (L200) y Nissan Navara (NP300).

#### Modelos
Existen 3 modelos principales para Australia. Todos los modelos incluyen el motor diésel 2.8L SC28R VGT, 6 airbags, frenos de disco en todas las ruedas, ABS, EBA, EBD, control de descenso, control de tracción, asistencia de partida en pendiente, TPMS, TCS y VCD.
- Cab Chassis (4WD) cabina simple, manual.
- PRO (4WD) cabina simple, cabina doble, transmisión manual y automático.
- LUXE (4WD) doble cabina, transmisión manual y automático.
- Trailrider (4WD) de doble cabina, transmisión manual y automática.

Los modelos vendidos en Australia también vienen con una garantía de 5 años y 130.000 km, incluyendo asistencia en ruta.

### Chile
Chile se convirtió en el primer mercado extranjero en vender la T60. Andes Motor, filial del Grupo Kauffman, es el distribuidor oficial de la marca Maxus para Chile.
La preventa comenzó en julio de 2017 y las primeras unidades se entregaron en septiembre de 2017. En abril de 2018, Andes Motor informó que ya había vendido más de mil unidades y para fines de año se convirtió en la décima camioneta más vendida del 2018 en Chile, superando a todos sus competidores chinos según la Asociación Nacional Automotriz de Chile.
En el 2019 la T60 se convirtió en la séptima camioneta más vendida de Chile, según un informe de la Asociación Nacional Automotriz de Chile. Hacia octubre del 2020, la T60 se convierte en la sexta camioneta más vendida en el año.

#### Modelos
Existen 3 modelos principales disponibles en Chile. Todos los modelos incluyen el motor diésel 2.8L SC28R VGT, doble airbag, frenos de disco en todas las ruedas, ABS, EBD y sensor de retroceso.
- DX (2WD, 4WD) cabina simple, cabina doble, manual
- GL (2WD, 4WD) cabina doble, manual y automático (solo 2WD)
- GLX (4WD) doble cabina, automático

### México
En este país General Motors ofrece este modelo desde abril de 2022 como Chevrolet S-10 Max. Inicialmente es ofrecida en tres opciones de carrocería (Chasis Cabina, Cabina Regular y Doble Cabina) y su precio base comienza en los $379,900 de la versión base y terminando en $599,900 para la versión tope de gama

#### Especificaciones
A este mercado llega asociada a dos motorizaciones, siendo la primera de ellas una motorizacion 2.0L Turbo Eficiente (SC20M) disponible solo para la versión Doble Cabina 4x4 Turbo. Este motor eroga una Potencia 218 HP5 y un torque de 258 lb-pie,asociado a una Transmisión manual de 6 velocidades.
La segunda motorización corresponde a un Motor 2.4L gasolina (4G69) disponible para las versiones 4x2 Chasis Cabina, Cabina Regular y Doble Cabina el que ofrece una Potencia 141 HP y 148 lb-pie de torque asociado a una transmisión manual de 5 velocidades. Negro Onix,Azul Lunar,Rojo Dragón,Plata Brillante, Gris Ceniza y Blanco.

## Galería

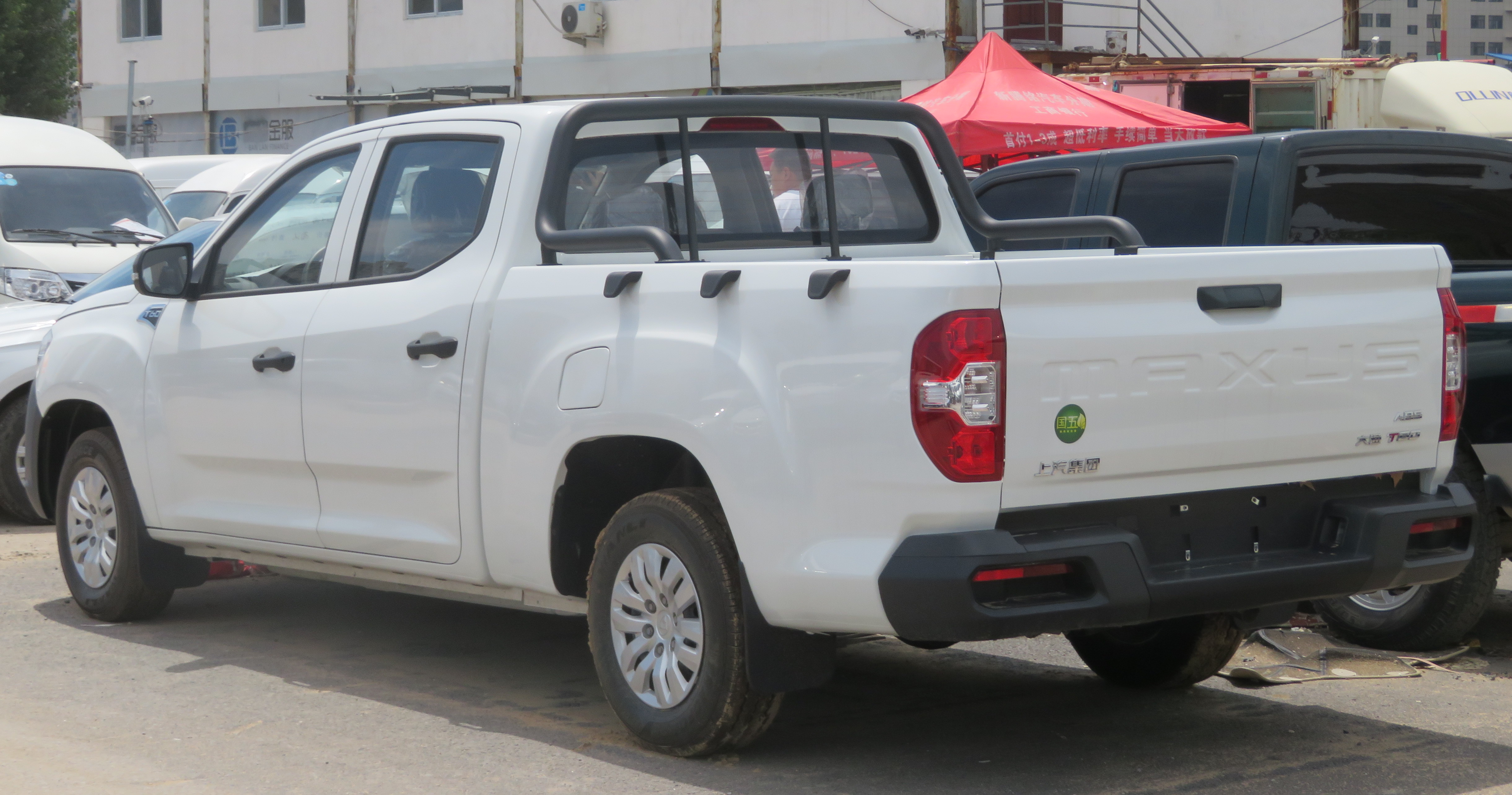
Vista trasera T60 cabina doble extendida
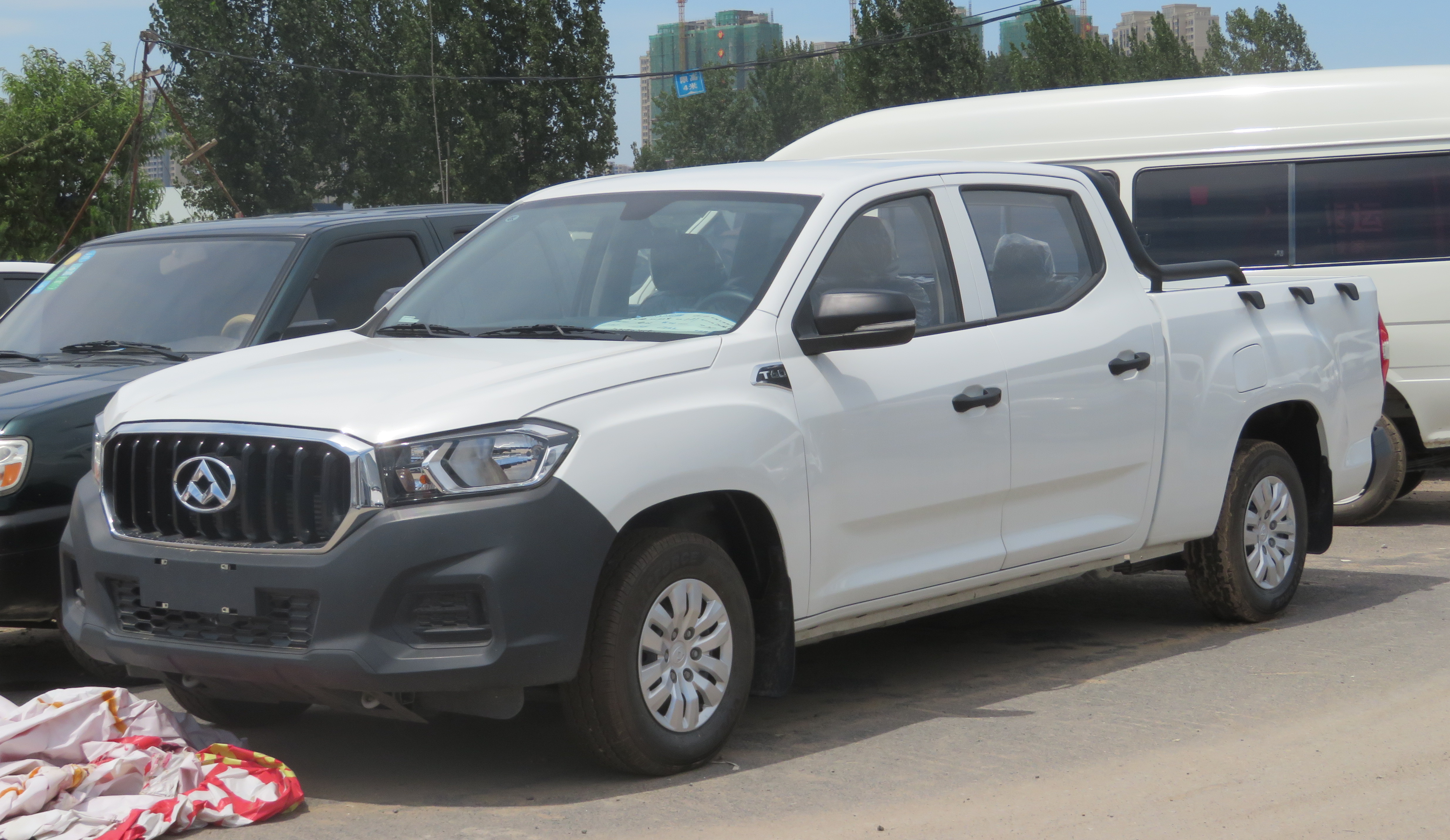
Vista frontal T60 cabina doble extendida
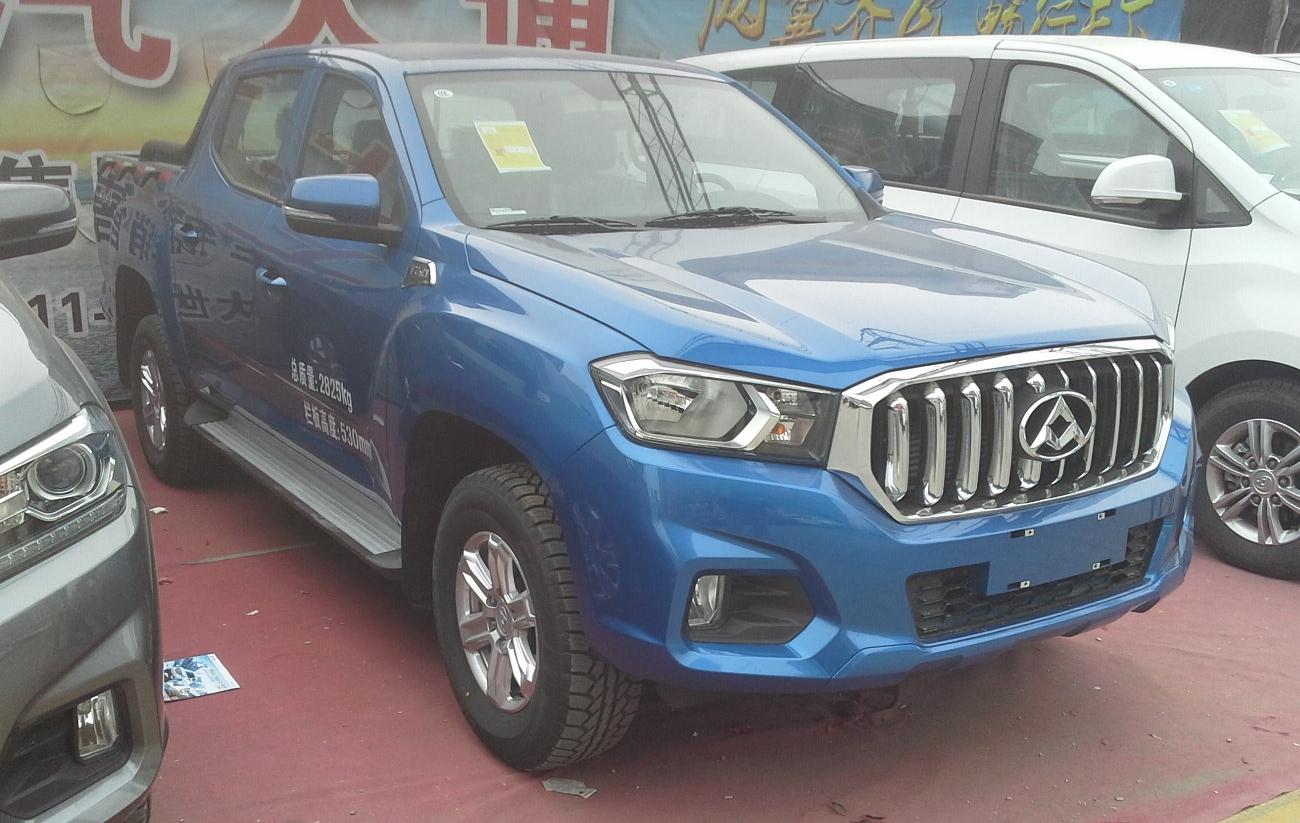
T60 cabina doble en Yinchuan, Ningxia, China.
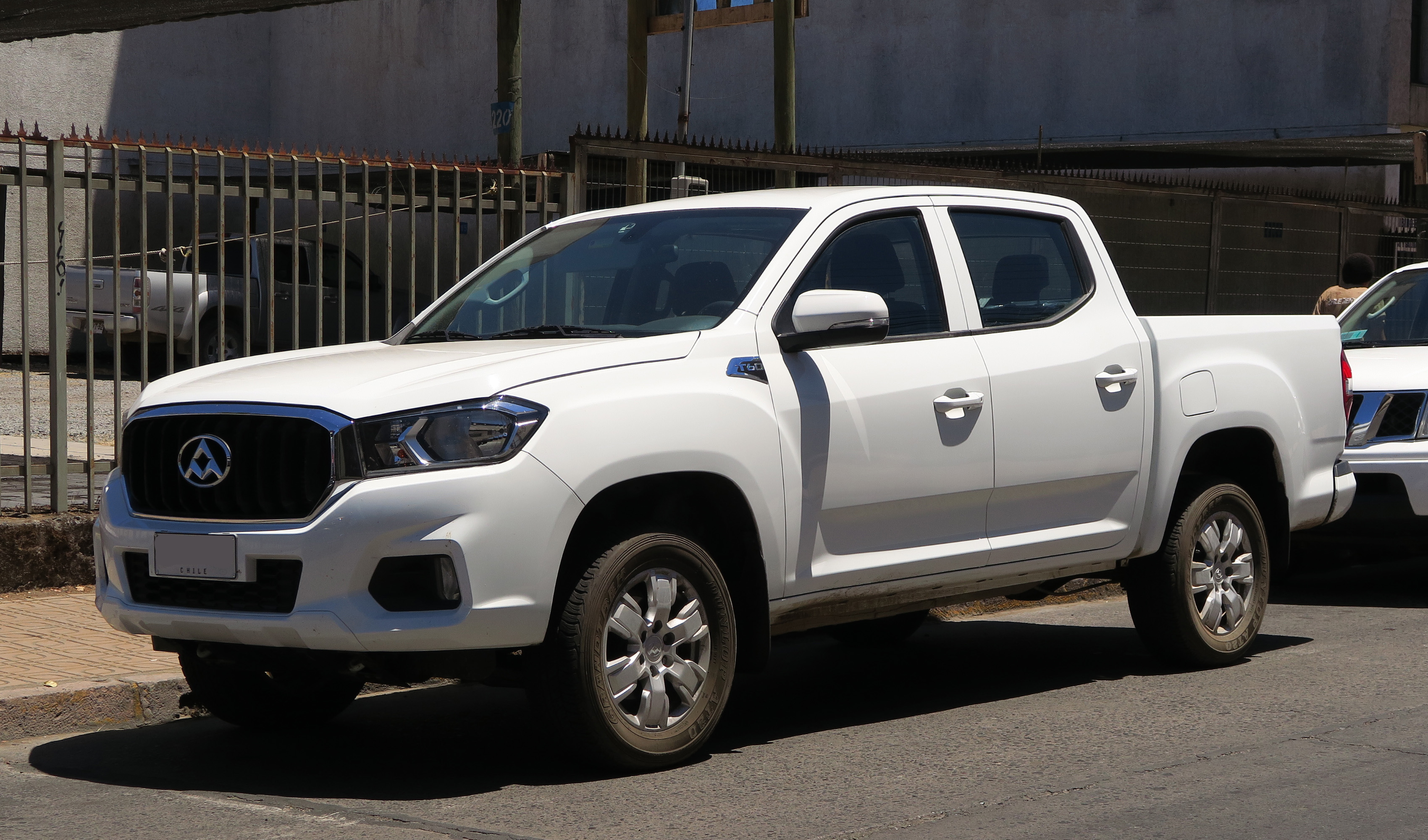
T60 2.8 GL cabina doble en Chile

## Ventas
| Año  | Australia | Chile |
| ---- | --------- | ----- |
| 2017 |           | 641   |
| 2018 | 3210      | 2334  |
| 2019 | 3529      | 2775  |

## Maxus T70
La Maxus T70 es una camioneta pickup mediana producida por SAIC Maxus como la sucesora de la Maxus T60.

#### Historia
A principios de 2019, los medios chinos informaron que SAIC estaba probando un nuevo modelo T60 propulsado por el nuevo motor "D20" China/Euro 6, el prototipo llamado internamente "T60 Plus". En ese momento, los medios de comunicación chinos presentaron imágenes de la nueva camioneta que supuestamente se estaba probando, mostrando diferencias radicales en el cuerpo, pick-up y luces traseras en comparación con la T60 original.
En el Auto Shanghái 2019, SAIC Maxus presentó una nueva camioneta, la Maxus T70. La camioneta, como se presentó en el Auto Shanghái 2019, se basa en el modelo "T60 Cross" del T60, ya que ambas camionetas tienen un kit de pintura idéntico y accesorios similares. La T70 es la primera camioneta Maxus que incluye el nuevo motor SAIC-GM "π" que se utilizará en todos los vehículos Maxus nuevos.

#### Especificaciones
La T70 tiene una motorización diésel Euro 6b de 2.0 litros "SAIC π", produciendo 160 kW (218 PS; 215 CV) 480 N⋅m (350 lbf⋅ft) biturbo o 120 kW (163 PS; 161 CV), 375 N⋅m (277 lbf⋅ft ) de turbo único. El motor fue desarrollado conjuntamente con GM y fabricado por SDEC. Una caja automática de seis velocidades se combina con ambos motores. El T70 es la primera camioneta Maxus con un sistema electrónico de dirección asistida.
La T70 incluye un juego de ruedas más grande (Maxi "Tomahawk" 6x130 de 17 pulgadas) y neumáticos 255/55R19 Continental ContiSportContact de alto rendimiento, barras de protección delantera, jaula antivuelco integrada, barra de remolque trasera, interior de dos colores y nueva parrilla estilo "Raptor" con letras "MAXUS".

#### Motorización
| Motores                    | Motores                              | Motores       | Motores          | Motores                             | Motores                             | Motores             | Motores     |
| Modelo                     | Transmisión                          | Configuración | Cilindrada       | Potencia                            | Par motor                           | Estándar de emisión | Combustible |
| -------------------------- | ------------------------------------ | ------------- | ---------------- | ----------------------------------- | ----------------------------------- | ------------------- | ----------- |
| SDEC SC20M 163 Q6A turbo   | Manual y automático de 6 velocidades | I4            | 1,996 cc (2.0 L) | 120 kW (163 PS; 161 bhp) a 4000 rpm | 375 N⋅m (277 lb⋅ft) a 1500-2400 rpm | Euro 6b             | Diésel      |
| SDEC SC20M 163 Q6A biturbo | Manual y automático de 6 velocidades | I4            | 1,996 cc (2.0 L) | 160 kW (218 PS; 215 bhp) a 4000 rpm | 480 N⋅m (354 lb⋅ft) a 1500-2400 rpm | Euro 6b             | Diésel      |
| SAIC 20L4E TGI             | Manual y automático de 6 velocidades | I4            | 1,995 cc (2.0 L) | 157 kW (213 PS; 211 bhp) a 5500 rpm | 350 N⋅m (258 lb⋅ft) a 4000 rpm      | Euro 6              | Bencina     |

### MG Extender
La MG Extender es una versión de la Maxus T70 bajo la marca MG ensamblada en Tailandia por SAIC-CP. Además de reemplazar las insignias, los cambios que MG hizo en el T70 fueron aplicar su parrilla corporativa, introducir un nuevo juego de ruedas y mover el volante hacia el lado derecho para cumplir con las normas de tránsito de Tailandia.

#### Modelos
- GIANT CAB (2WD) cabina extendida, manual & automática
- DUAL CAB GRAND (2WD, 4WD) cabina doble, manual & automática

### Galería

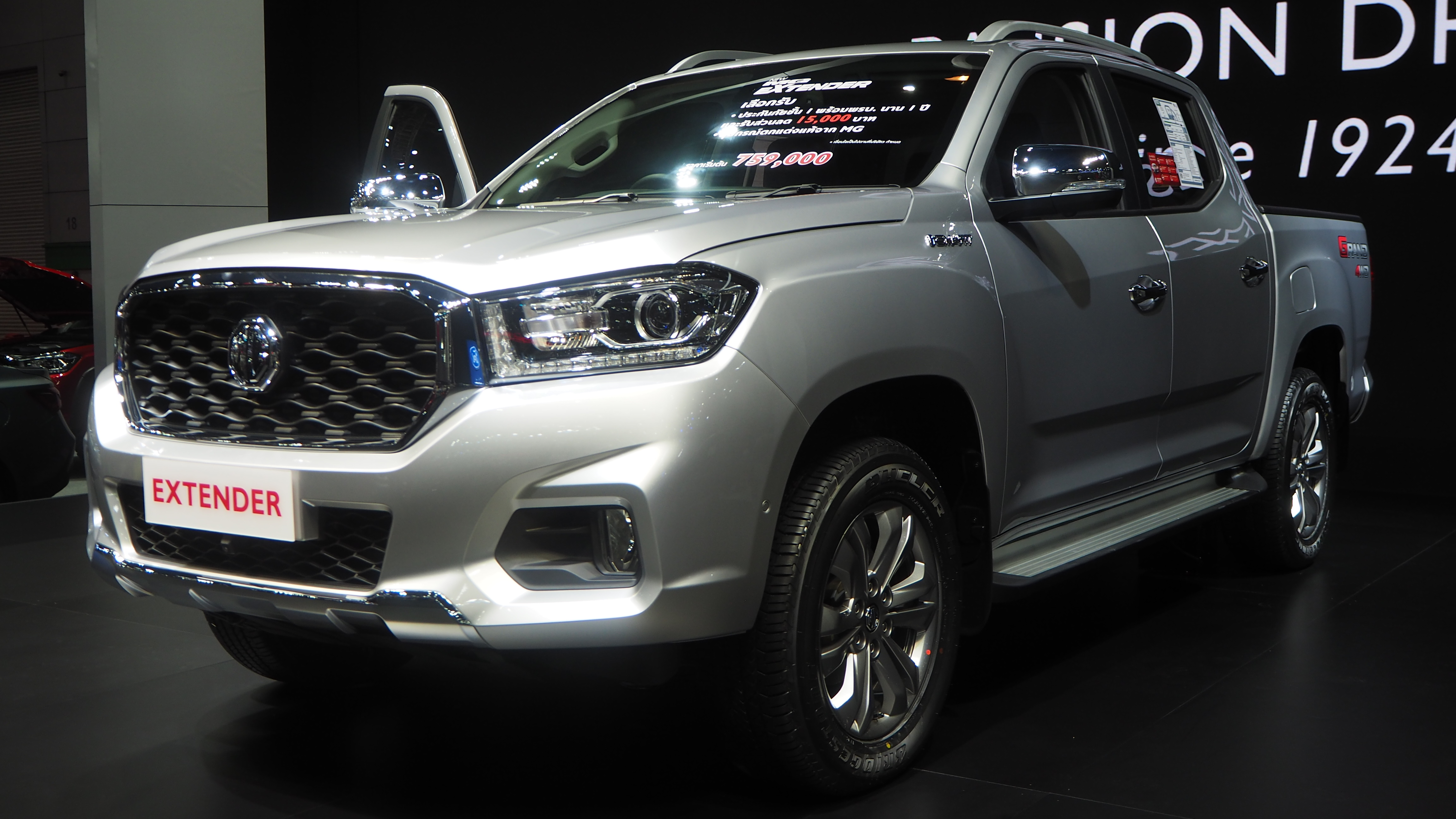
MG Extender DC 2.0X Grand 4WD
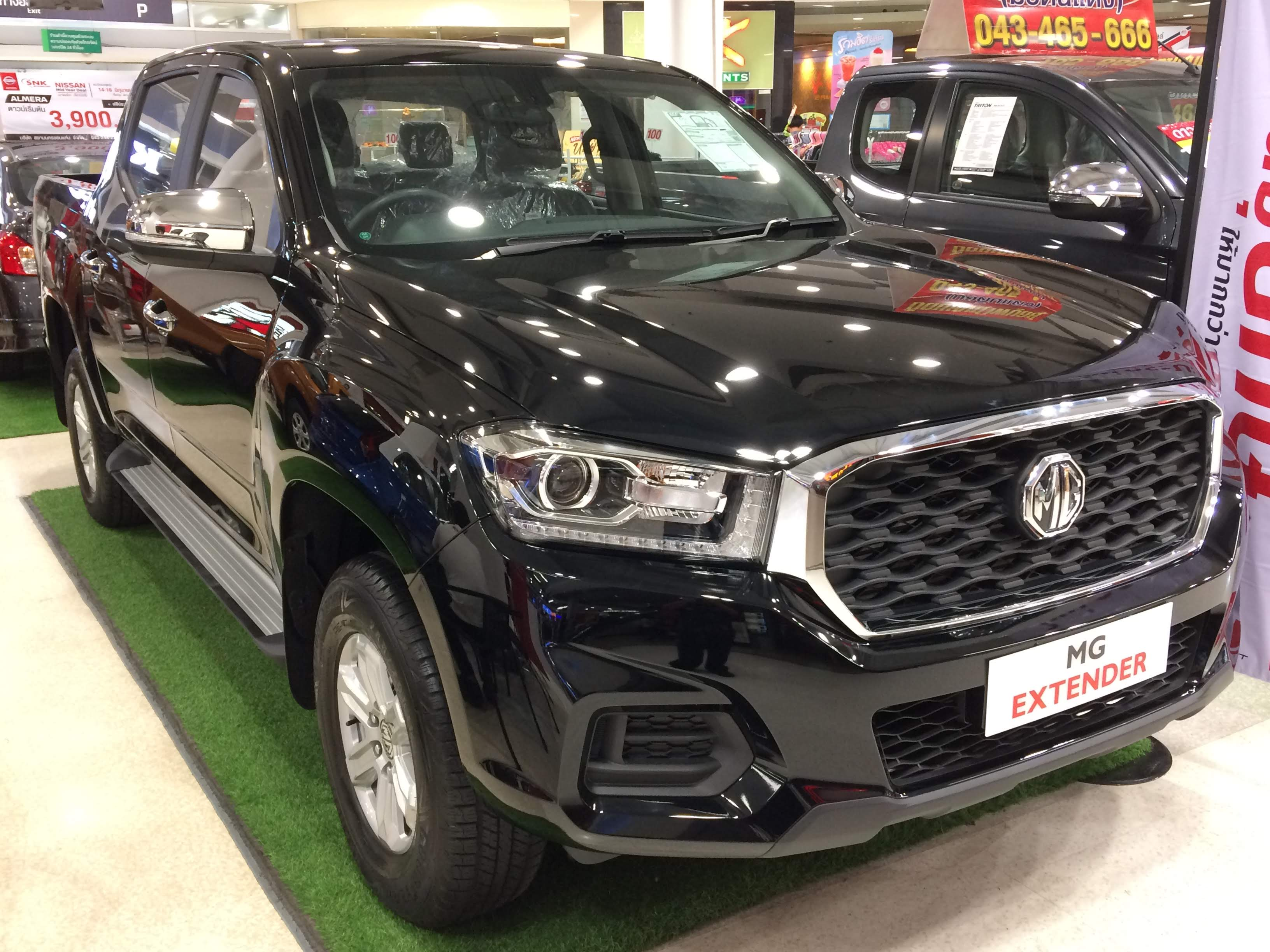
MG Extender DC 2.0D Grand